# Antefungivora germanica
Antefungivora germanica  (лат.) — ископаемый вид двукрылых насекомых рода Antefungivora из семейства Pleciomimidae. Обнаружен в юрских отложениях Германии ( Klein Lehmhagen pit, Grimmen, Vorpommern, Norddeutschland, тоарский ярус, около 182 млн лет).
Размер крыла — 2,20×0,95 мм.
Вид Archilycoria germanica был впервые описан в 1996 году  немецким палеоэнтомологом Йоргом Анзорге (Jörg Ansorge; Institut für Geographie und Geologie, Ernst-Moritz-Arndt-Universität, Грайфсвальд, Германия) вместе с таксонами Aphidulum ciliatum, Ardela grimmenensis, Dicronemoura furcata, Eoditomyia primitiva, Grimmenaphis magnifica, Grimmenopteron elegantulum и другими новыми ископаемыми видами. Название виду A. germanica дано по имени страны, где была обнаружена типовая серия. Сестринские таксоны: A. brachyptera, A. elongata, A. haifanggouensis, A. magna, A. mictis, A. prima, A. ventralis, A. zherichini.